# Lilleby Station
Lilleby Station (Lilleby stasjon eller Lilleby holdeplass) er en jernbanestation på Nordlandsbanen, der ligger i bydelen Lademoen i det østlige Trondheim i Norge. Stationen består af et spor og en perron med et læskur.
Stationen åbnede som trinbræt 28. maj 1967 under navnet Lademoen som erstatning for den gamle station af samme navn ca. 800 m længere mod vest. Den nye station blev omdøbt til Lilleby 8. januar 2006, forud for at den gamle Lademoen genåbnede 7. januar 2007. 6. januar 2008 overgik strækningen mellem Trondheim og Hell, hvor stationen ligger, formelt fra Meråkerbanen til Nordlandsbanen.